# Maxillariella xanthorhoda
Maxillariella xanthorhoda är en orkidéart som först beskrevs av Rudolf Schlechter, och fick sitt nu gällande namn av Mario Alberto Blanco och Germán Carnevali. Maxillariella xanthorhoda ingår i släktet Maxillariella och familjen orkidéer.
Artens utbredningsområde är Peru. Inga underarter finns listade i Catalogue of Life.